# 문현여자중학교
문현여자중학교(門峴女子中學校)는 대한민국 부산광역시 남구 문현동에 있는 공립 중학교이다.

## 학교 연혁
- 1975년 11월 14일 : 문현여자중학교 설립인가
- 1976년 3월 1일 : 초대 박태신 교장 취임
- 1976년 3월 5일 : 개교 및 제1학년 10학급 616명 입학
- 1979년 2월 15일 : 제1회 졸업식 (졸업생 10학급 632명)
- 2008년 2월 21일 : 교원능력개발 평가 선도학교형 연구학교 운영
- 2010년 3월 1일 : 2010학년도 학부모교육 정책 연구학교 운영
- 2018년 3월 1일 : 교훈 부분 개정(성실, 근면, 순결 -> 성실, 근면, 사랑)
- 2018년 9월 26일 : 다목적 강당(체육관 및 급식실) 다솜관 개관
- 2018년 11월 29일 : 운동장(친환경 우레탄) 조성 공사 완료
- 2022년 12월 31일 : 지능형 과학실 구축 및 기술가사실 현대화 사업
- 2023년 9월 1일 : 제15대 문영란 교장 취임
- 2025년 2월 7일 : 제47회 졸업식(졸업생 98명, 누계 19,243명)
- 2025년 3월 4일 : 제50회 입학식(5학급 119명)

## 참고 자료
- 문현여자중학교 - 한국교육학술정보원 학교알리미